# Edith Monture
Charlotte Edith Anderson Monture (Ontario, 10 de abril de 1890 - 3 de abril de 1996), conocida simplemente como Edith Monture, fue una veterana mohawk de la Primera Guerra Mundial, conocida por ser la primera mujer indígena-canadiense en convertirse en enfermera titulada, así como en obtener el derecho a votar en unas elecciones federales canadienses. Fue la primera mujer indígena de Canadá en servir en el ejército de Estados Unidos.

## Primeros años
Charlotte Edith Anderson nació el 10 de abril de 1890 en la reserva de las Seis Naciones de Ohsweken, cerca de Brantford, Ontario (Canadá). Era la menor de una familia de ocho hijos de ascendencia mohawk, asistía a la escuela diurna de la reserva y obtuvo el título de bachillerato en el Brantford Collegiate Institute.

## Carrera y servicio en el extranjero en la Primera Guerra Mundial
Tuvo que formarse como enfermera en Estados Unidos porque todas las escuelas de enfermería canadienses la rechazaron debido a su raza. La Ley Indígena de 1876 impedía el acceso de los indígenas a la educación superior. Edith Anderson estudió en la Escuela de Enfermería New Rochelle de Nueva York y se graduó como la mejor de su clase, convirtiéndose en 1914 en la primera enfermera titulada indígena de Canadá.
Anderson trabajó como enfermera en una escuela primaria, pero dejó ese trabajo en 1917 para alistarse en el Cuerpo de Enfermeras del Ejército.  Se cree que le regalaron ropa ceremonial mohawk como atuendo funerario antes de partir para el servicio en el extranjero por si moría en la guerra.
Sirvió en Francia en un hospital militar. Fue una de las catorce mujeres indígenas de Canadá que sirvieron como miembros del Cuerpo de Enfermeras del Ejército durante la Primera Guerra Mundial, y fue una de las dos únicas que sirvieron en el extranjero (la otra fue Cora E. Sinnard (de soltera Elm), miembro de la tribu oneida, que también sirvió en Francia).
Estuvo destinada cerca del frente, trabajando como enfermera en el Hospital de Base 23 de Vittel (Francia) durante un año, así como en otros lugares de Francia. Trabajaba 14 horas al día y recorría los campos de batalla para encontrar y tratar a los heridos. Atendió a soldados heridos en la guerra de trincheras y en ataques con gas.

## Posguerra
Edith Anderson regresó a la reserva de las Seis Naciones donde había nacido tras el final de la Primera Guerra Mundial. La Ley del Servicio Militar Canadiense (1917) concedió el derecho de voto a las enfermeras de guerra y, en virtud de esta ley, se convirtió en la primera mujer indígena canadiense que obtuvo el derecho de voto en unas elecciones federales canadienses. Hubo que esperar hasta 1960 para que todas las mujeres indígenas obtuvieran el voto federal en Canadá.
Siguió dedicándose a la sanidad y trabajó como enfermera y comadrona en un hospital de la reserva hasta 1955, cuando se jubiló a los 65 años. Como Edith Monture trabajó duro para mejorar la atención sanitaria indígena. En 1939, Monture fue elegida presidenta honoraria de la Cruz Roja de Ohsweken.

## Vida personal
Edith Anderson se casó con Claybran Monture poco después de regresar a la reserva y tuvieron cinco hijos, Bud, Helen, Ron, Don y Gilbert, que murió siendo un bebé en 1929. Tuvo 14 nietos.
Edith Monture falleció el 3 de abril de 1996 en Ohsweken (Ontario), una semana antes de cumplir 106 años, y fue enterrada en el cementerio anglicano de St. John, en la reserva.

## Conmemoración
La avenida Edith Monture, el parque Edith Monture y la escuela primaria Edith Monture de Brantford (Ontario) llevan su nombre.